# Букаев, Иван Прокофьевич
Иван Прокофьевич Букаев (1901—1971) — старшина Рабоче-крестьянской Красной Армии, участник Великой Отечественной войны, Герой Советского Союза (1943).

## Биография
Родился 18 (по новому стилю — 31) мая 1901 года в селе Станично-Луганское (ныне — посёлок Луганской области Украины) в рабочей семье. Получил начальное образование, работал сначала шахтёром, а затем рабочим на Ворошиловградском паровозостроительном заводе. В 1922—1924 годах проходил службу в Рабоче-крестьянской Красной Армии, был сабельником 3-й кавалерийской дивизии. В октябре 1941 года был повторно призван в армию, был сабельником 1-го запасного кавалерийского полка. С апреля 1942 года — на фронтах Великой Отечественной войны. Участвовал в боях на Юго-Западном и Сталинградском фронтах в составе 6-й гвардейской кавалерийской дивизии 3-го гвардейского кавалерийского корпуса. Принимал участие в боях на Дону, Сталинградской битве. 17 декабря 1942 года был ранен и отправлен в госпиталь.
С января 1943 года был стрелком 78-го гвардейского стрелкового полка 25-й гвардейской стрелковой дивизии 6-й армии Юго-Западного фронта, служил в составе взвода под командованием гвардии лейтенанта Широнина.
2 марта 1943 года в составе взвода принимал участие в отражении контратак немецких танковых и пехотных сил у железнодорожного переезда на южной окраине села Тарановка Змиевского района Харьковской области Украинской ССР. Несмотря на большие потери, взвод сумел удержать свои позиции, уничтожив 11 боевых машин и около 100 вражеских солдат и офицеров. В этом бою получил тяжёлое ранение.
Указом Президиума Верховного Совета СССР «О присвоении звания Героя Советского Союза начальствующему и рядовому составу Красной Армии» от 18 мая 1943 года за «образцовое выполнение боевых заданий командования на фронте борьбы с немецкими захватчиками и проявленные при этом отвагу и геройство» был удостоен высокого звания Героя Советского Союза с вручением ордена Ленина и медали «Золотая Звезда» за номером 1670.
Выписавшись из госпиталя продолжал воевать на Белорусском, 1-м и 2-м Белорусских фронтах. Принимал участие в Мозырской, Брестско-Люблинской, Висло-Одерской, Восточно-Померанской и Берлинской операциях. Участвовал в освобождении Мозыря, Люблина, Лодзи, Калиша, Ландсберга, Штаргарда, Потсдама. Принимал участие в Параде Победы на Красной площади в Москве в составе сводного эскадрона 7-го кавалерийского корпуса. После окончания войны был демобилизован в звании старшины.
Проживал и работал в Станично-Луганском, умер 11 августа 1971 года.
Память
В его честь названа улица в Станично-Луганском.

## Награды
Был также награждён орденом Красной Звезды, медалью «За отвагу», медалью «За оборону Сталинграда» и рядом других медалей.